# Russin
Russin (toponimo francese) è un comune svizzero di 548 abitanti del Canton Ginevra.

## Monumenti e luoghi d'interesse

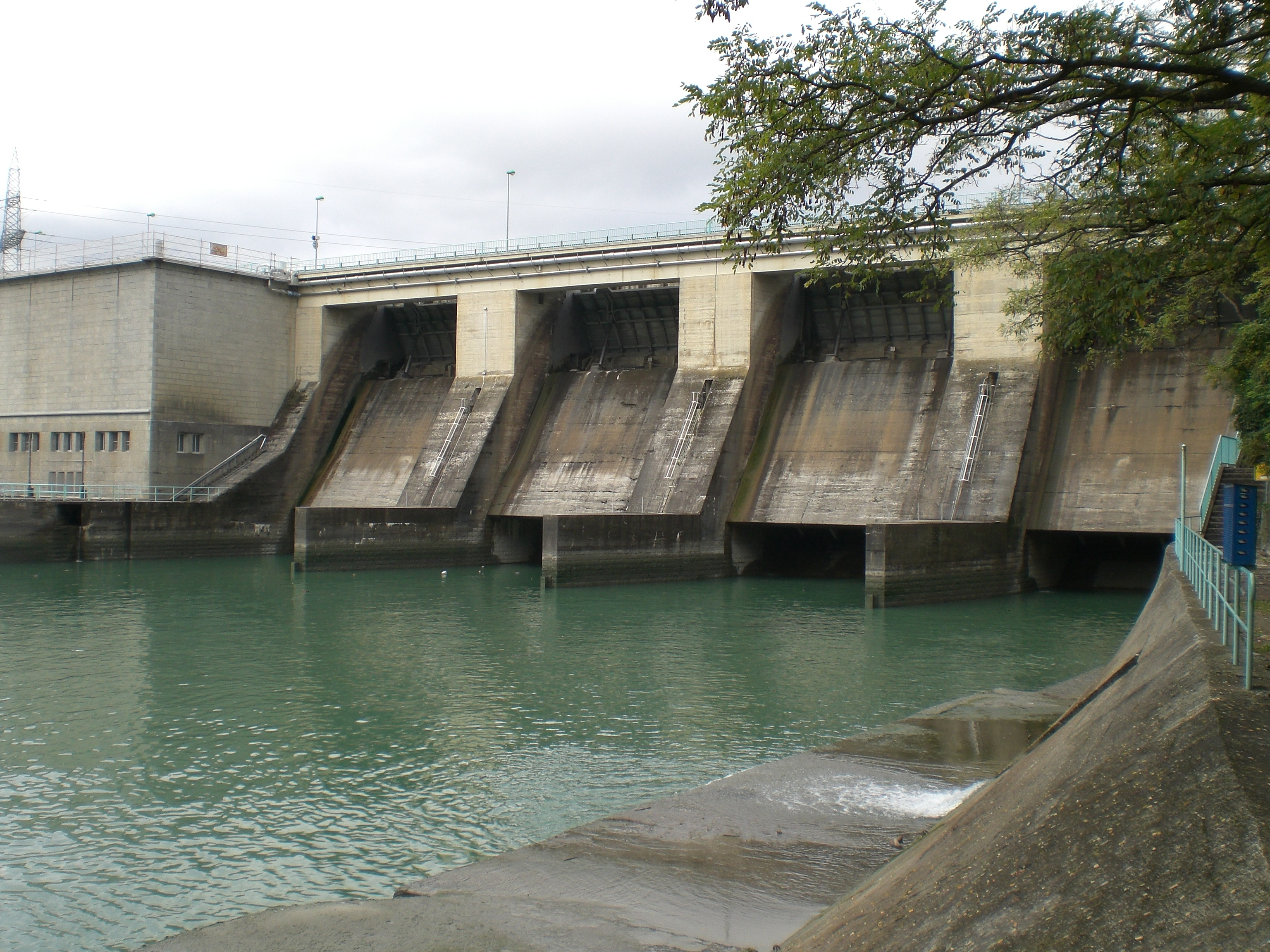
La diga di Verbois

- Sul territorio comunale si trova la diga di Verbois.

## Società

### Evoluzione demografica
L'evoluzione demografica è riportata nella seguente tabella:
Abitanti censiti

## Infrastrutture e trasporti

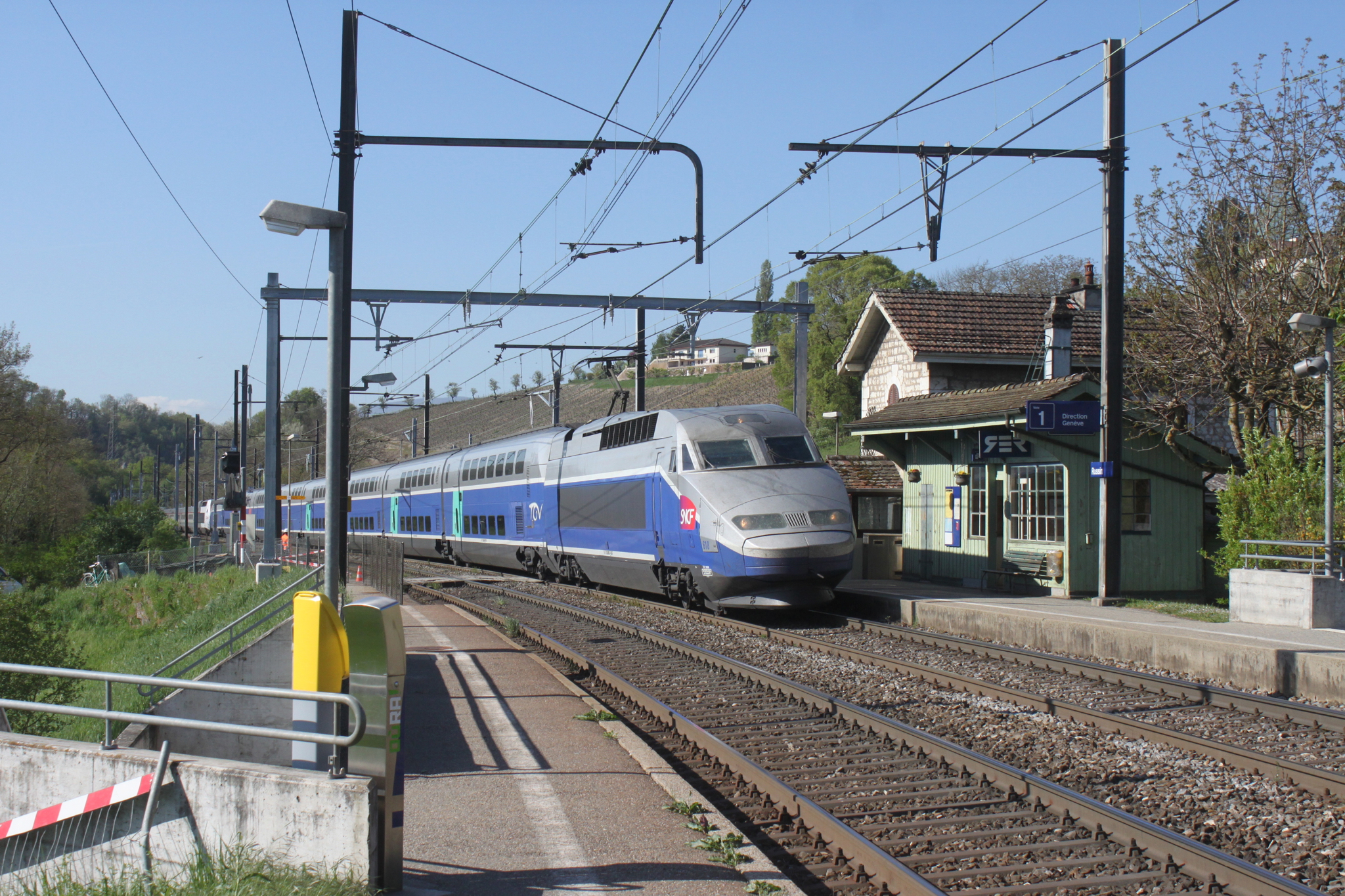
La stazione di Russin

Il comune è servito dalla stazione di Russin sulla ferrovia Lione-Ginevra.